# TurboSilver
Az TurboSilver volt az egyik első ray tracing alkalmazás az 1980-as években, melyet Amiga számítógépekre fejlesztett ki az Impulse, Inc.
Az első változatot 1986 októberében mutatták be New Yorkban az első AmiEXPO keretén belül. A szoftvert az Imagine 3D váltotta le 1990-ben.

## Verziótörténet
| Megjelenés    | Verzió          |
| ------------- | --------------- |
| 1986 október  | TurboSilver 1.0 |
| 1987 november | TurboSilver 2.0 |
| 1988 január   | TurboSilver 3.0 |